# AVS Futebol SAD
AVS (właśc. AVS Futebol SAD) – portugalski klub piłkarski z siedzibą w Vila das Aves.

## Historia
W 2023 roku doszło do rozłamu w klubie UD Vilafranquense, w wyniku którego pierwotny zespół został relegowany do rozgrywek regionalnych, natomiast nowy twór, AVS, przeniósł się do Vila das Aves, przejmując miejsce w Lidze Portugal 2. Premierowy sezon nowego zespołu zakończył się zajęciem 3. miejsca na II szczeblu rozgrywkowym, co dało prawo do gry w barażach o awans do Primeiry Ligi. W nich pokonała Portimonense SC 4:2 w dwumeczu, co pozwoliło na awans do elity. Premierowy sezon na najwyższym szczeblu AVS zakończył na 16. miejscu, co oznaczało grę w barażach. W nich pokonał Vizelę utrzymując się w elicie.

## Występy ligowe
| sezon   | liga            | poziom ligowy | miejsce | punkty | bramki | uwagi                  | Puchar Portugalii | Puchar Ligi  | Źródła            |
| ------- | --------------- | ------------- | ------- | ------ | ------ | ---------------------- | ----------------- | ------------ | ----------------- |
| 2023/24 | Liga Portugal 2 | II            | 3/18    | 64     | 47-31  | awans po barażach      | III runda         | faza grupowa | [ 1 ] [ 2 ] [ 3 ] |
| 2024/25 | Primeira Liga   | I             | 16/18   | 27     | 25-60  | utrzymanie po barażach | IV runda          | brak udziału | [ 4 ] [ 5 ]       |